# Aek Manis
Aek Manis is een bestuurslaag in het regentschap Sibolga van de provincie Noord-Sumatra, Indonesië. Aek Manis telt 9038 inwoners (volkstelling 2010).